# Aristosuchus
Aristosuchus là một chi khủng long, được Seeley mô tả khoa học năm 1887.